# 尼馬哈鎮區 (堪薩斯州尼馬哈縣)
尼馬哈鎮區（英語：Nemaha Township）為美國堪薩斯州尼馬哈縣轄下的鎮區。2010年美国人口普查中此鎮區人口有155人。

## 地理
尼馬哈鎮區涵蓋總面積為91.8平方（35.44平方英里），其中陸地面積為91.8平方（35.44平方英里），水域面積為0平方（0平方英里）或0%。海拔高度322（1,056英尺）。

## 人口統計
根據2010年美國人口普查，尼馬哈鎮區人口有155人，其中男性有80人，女性有75人，人口密度為每平方公里1.69人，住房計62戶。鎮區內的白人有148人，非裔美國人有7人，美洲原住民有0人，亞裔美國人有0人，太平洋島裔美國人有0人，其他種族有0人，混血種族則有0人。此外鎮區內有7人為西班牙裔或拉丁裔美國人。此鎮區之年齡中位數為45.8歲，而男性年齡中位數為46歲，女性年齡中位數為45.5歲。

## 交通

### 主要公路
- 63號堪薩斯州州道
- 71號堪薩斯州州道